# Кросовер (автомобіль)

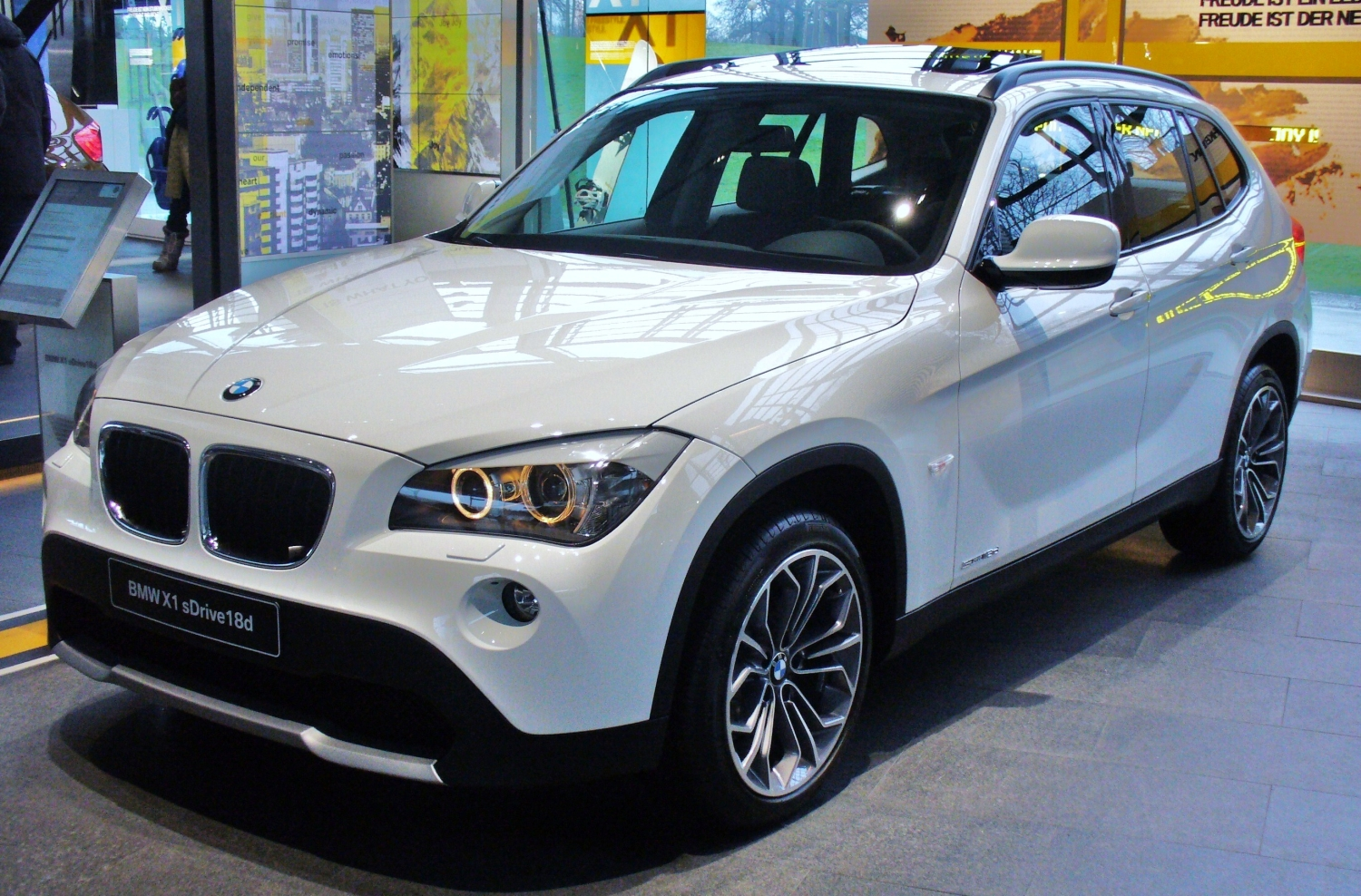
Кросовер BMW X1 sDrive18d

Кросовер (англ. crossover utility vehicle (CUV)) — універсал підвищеної прохідності.[неавторитетне джерело]

## Походження
Термін, що походить із Північної Америки, спочатку використовувався для будь-якого транспортного засобу, який поєднує в собі характеристики двох різних типів транспортних засобів, тоді як із часом кросовер здебільшого стосується SUV на базі універсала. Кросовери також описуються як «SUV автомобілі» або «автомобілі на базі SUV». Термін позашляховик часто використовується як загальний термін як для кросоверів, так і для традиційних позашляховиків через схожість між ними.

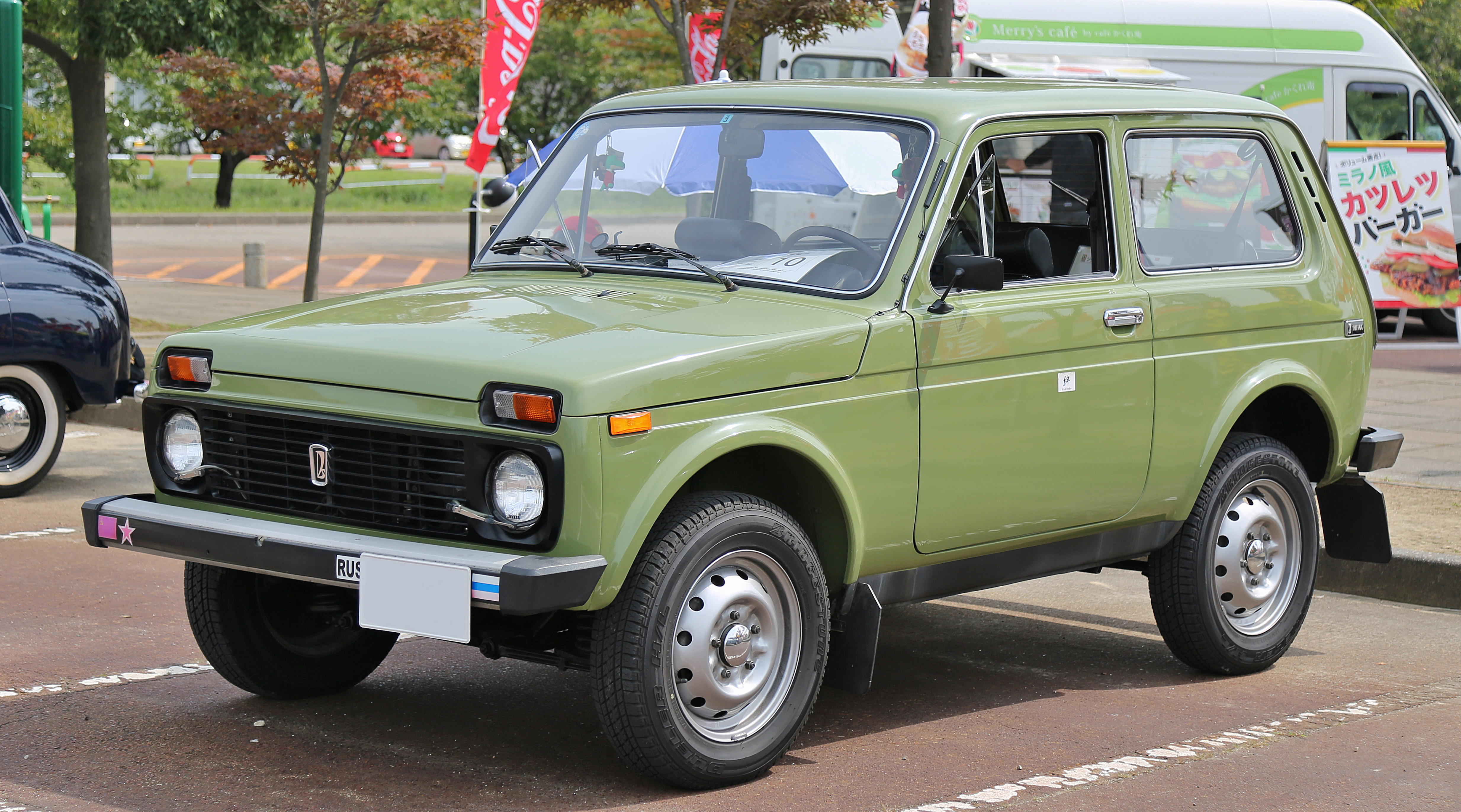
ВАЗ-2121 «Нива» 1977 року є першим позашляховиком з несучим кузовом

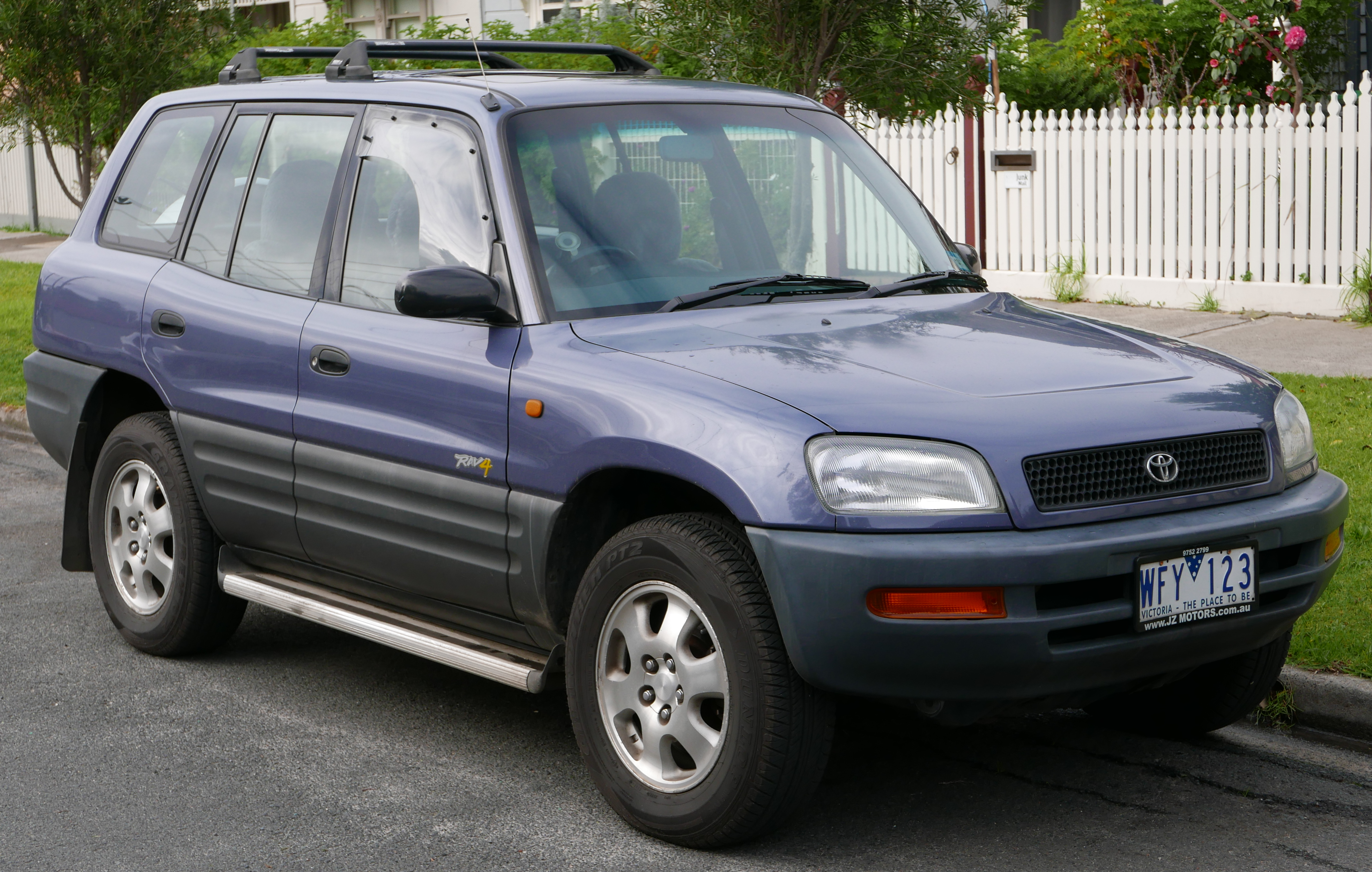
Toyota RAV4 1994 — перший кросовер в сучасному розумінні цього терміну

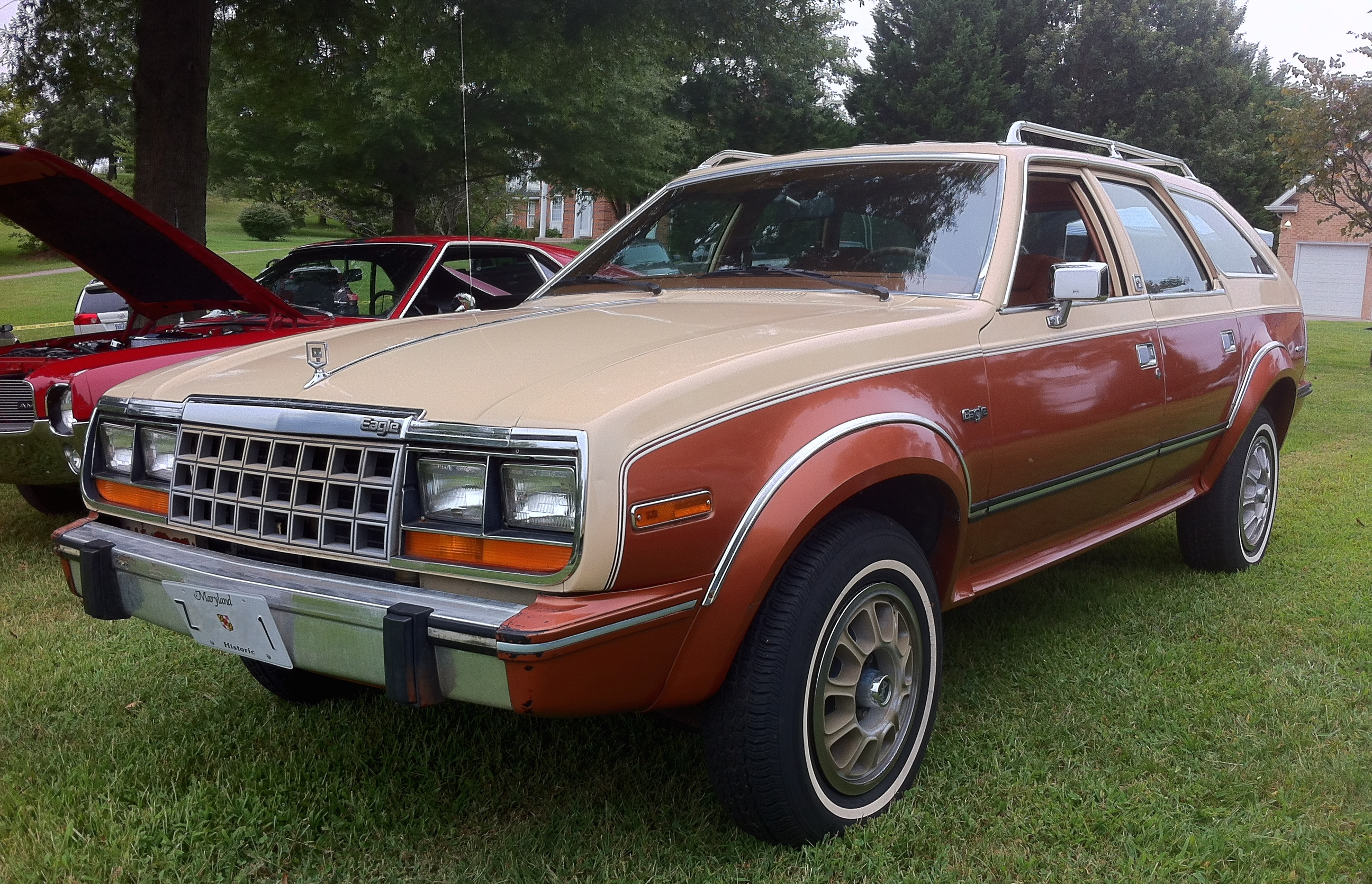
AMC Eagle 1979 — перший американський кросовер

Кросовери та позашляховики відрізняються тим, що кросовер будується на платформі «unibody» із  кузовом інтегрованим у раму/шасі, натомість позашляховиками вважаються автомобілі, побудовані на платформі, де кузов встановлений на раму . Однак, на практиці ці терміни часто розмиті й перші позашляховики з  кузовом (наприклад, Jeep Cherokee 1984 року) рідко називають кросоверами. Через ці невідповідності термін «позашляховик» часто використовується як загальний термін як для кросоверів, так і для традиційних позашляховиків . Порівняно з традиційними позашляховиками, кросовери менш здатні до використання в умовах бездоріжжя або для перевезення важких вантажів, але натомість пропонують інші переваги, такі як чудову економію палива та керованість. Порівняно з традиційними автомобілями з меншим дорожнім просвітом і нижчим дахом, такими як седани та хетчбеки, кросовери пропонують більше простору в салоні та покращену посадку за кермом .
Цікавим є факт, що Лада Нива 1977 року є першим у світі серійним позашляховиком із цілісним  кузовом і вважалася попередником кросоверів до того , як цей термін був придуманий і використаний для позначення AMC Eagle 1979, який є першим кросовером у США . Toyota RAV4, яка була представлена в 1994 році, стала одним із перших автомобілів із сучасною концепцією кросовера .
У США частка ринку кросоверів зросла з менш ніж 4% у 2000 році до майже 40% у 2018 році .